# Ménophilé
Ménophilé ou Ménophila (en grec ancien : Μενόφιλα / Ménophila) est une magistrate grecque de l'époque hellénistique, connue par une stèle funéraire découverte à Sardes (Asie mineure), actuellement conservée au musée archéologique d'Istanbul. Sur la stèle, Ménophilé est remerciée pour ses activités civiques et religieuses en tant que stéphanèphore, ainsi que ses qualités morales et intellectuelles. Il n'y a pas de consensus sur la datation de l'objet, la recherche historique oscille entre le IIe siècle et le Ier siècle av. J.-C.

## Stèle de Ménophilé

### Datation
La stèle est découverte en mai 1914, et en juillet 1932, W. H. Buckler et David M. Robinson la datent au plus tard des années 150 av. J.-C., à en juger par l'écriture et le style. L'année de la stéphanèphorie de Ménophilé serait postérieure à 133 av. J.-C., année de celle d'un dénommé Chondros. Néanmoins, dans les publications historiques au XXe siècle, il est généralement accepté que la stèle de Sardes date du Ier siècle av. J.-C.,, bien que d'autres donnent le IIe siècle av. J.-C. ou le Ier siècle av. J.-C., sans forcément trancher. 
A. Bielman-Sanchez avait accepté cette datation par le passé, mais elle donne plutôt le IIe siècle av. J.-C. dans ses publications actuelles. Actuellement, le IIe siècle av. J.-C. est retenu dans les articles ou ouvrages évoquant ou traitant de Ménophilé, qu'ils se basent sur les travaux de recherche de Bielman-Sanchez ou non,,,,.

### Description
Ménophilé est représentée entre deux servantes, l'inscription du fronton au-dessus du bas-relief dit : « le peuple, en l'honneur de Ménophilé fille d’Hermagénès. » Il y a plusieurs objets symboliques sur le bas-relief de la stèle, expliqués par une épigramme en dessous : Ménophilé est fille unique (alpha) est est morte jeune (lys). Elle est réputée sage et cultivée (rouleau de papyrus). La couronne sur sa tête (aujourd'hui disparue) signalait que Ménophilé avait des fonctions civiques et religieuses, et elle possédait de bonnes compétences domestiques (panier de laine).

### Analyse
A. Bielman Sanchez théorise que son statut d'enfant unique lui permit d'avoir une éducation équivalente à celle des fils aînés de bonnes familles. Le fait que le bas-relief souligne les compétences intellectuelles, en évoquant sa sagesse (sophia) par le rouleau de papyrus, est inhabituel pour une femme bien que courant pour les hommes. Sa couronne indique qu'elle était stéphanophore (« porte-couronne ») : la stéphanèphorie est une magistrature annuelle où la personne doit dépenser de grosses sommes pour la collectivité (sacrifices, banquets publics…). Ménophilé appartient à l'élite de Sardes, tant sur le plan des droits civiques que sur la richesse, son prestige devait être très important et l'inscription du fronton permet de déduire qu'elle dut avoir des obsèques publiques, honneur réservé aux grandes personnalités comme les évergètes, et que son tombeau était un monument public.
« En dehors de Ménophila et de Paula [archontesse de Syros à la fin du IIe siècle av. J.-C.], aucune magistrature féminine n'est mentionnée sur une stèle funéraire », écrit encore A. Bielman Sanchez. Elle ajoute que contrairement à la stèle funéraire de Paula, celle de la stéphanèphore échappe aux conventions genrées en raison de son statut de fille unique et de sa fonction. Il est possible que Ménophilé est morte durant sa magistrature.